# Fritz Wolffheim
Fritz Wolfheim né Friedrich Wilhelm Wolffheim (Berlin, 1888- camp de concentration de Ravensbrück, 1942), est un homme politique nationaliste révolutionnaire allemand, auteur et syndicaliste.

## Biographie
Après trois ans passés aux États-Unis, de 1910 à 1913, pendant lesquels il s'implique avec les Industrial Workers of the World (organisation anarcho-syndicaliste) à San Francisco aux côtés de Lala Hardayal, Wolffheim s'installe en 1913 à Hambourg. 
En 1913, il arrive à Hambourg et commence à travailler avec Heinrich Laufenberg. Appliquant le concept d'anarcho-syndicalisme à la situation allemande, il adhère au Parti communiste d'Allemagne (KPD), tout en évoluant vers des positions national-bolcheviques.
Il écrit de nombreux textes avec Laufenberg :
- Demokratie und Organisation (Démocratie et Organisation, Hambourg, 1915)
- Kommunismus gegen Spartakismus (Communisme contre spartakisme, Hambourg, 1920)
- Moskau und die deutsche Revolution (Moscou et la révolution allemande, Hambourg, 1920)
- Knechtschaft oder Weltrevolution? (Asservissement ou révolution mondiale ?, Hambourg, 1919)
- Betriebsorganisation oder Gewerkschaft? (Organisation d'entreprise ou syndicat ?, Hambourg, 1919)
- Organisation, Krieg und Kritik (Organisation, guerre et critique, Hambourg, 1915)
- Imperialismus und Demokratie (Impérialisme et démocratie, Hambourg, 1914)
- Revolutionärer Volkskrieg oder konterrevolutionärer Bürgerkrieg ? (Guerre populaire révolutionnaire ou guerre civile contre-révolutionnaire ?, Hambourg, 1919).

Malgré sa judéité, on retrouve bon nombre de remarques antisémites dans ses écrits[réf. nécessaire].
Il suit la majorité du KPD vers le Parti communiste ouvrier d'Allemagne (KAPD), mais on lui demande de le quitter à cause de ses positions nationalistes. Après avoir participé à l'éphémère Ligue communiste, il est marginalement impliqué dans le national-socialisme exprimant un attachement à la société prussienne, voyant dans la classe ouvrière allemande, le « peuple du futur » propageant le « germanisme » dans le reste de l'humanité. Cependant, son implication dans le nazisme n'a jamais été que superficielle (probablement en raison de sa judéité) et il s'est plutôt associé au Groupe des nationalistes sociaux-révolutionnaires , un groupe national-révolutionnaire fondé par le journaliste Karl Otto Paetel en 1930. Les nazis l'envoient dans un camp de concentration, où il meurt en 1942.